# Комп'ютерно-адаптивне послідовне тестування
Комп'ю́терно-адапти́вне послідо́вне тестува́ння (КАПТ, англ. computer-adaptive sequential testing, CAST) — це ще один термін для позначення багатоетапного тестування. КАПТ є різновидом комп'ютерно-адаптивного тесту або комп'ютеризованого класифікаційного тесту, що використовує заздалегідь визначені групи завдань, звані тестлетами (англ. testlet), замість роботи на рівні окремих завдань. Термін КАПТ запровадили психометрики, які працюють на Національну раду медичних екзаменаторів. У КАПТ ці тестлети називають панелями (англ. panel).